# Covelães
Covelães is een plaats (freguesia) in de Portugese gemeente Montalegre en telt 186 inwoners (2001).